# 漢中道
漢中道（かんちゅう-どう）は中華民国北京政府により設置された陝西省の道。

## 沿革
1913年（民国2年）3月、陝南道として成立、観察使は南鄭県に置かれ、下部に南鄭、褒城、城固、洋県、西郷、寧羌、沔県、略陽、仏坪、鎮巴、留壩、漢陰、磚坪、安康、平利、洵陽、白河、紫陽、石泉、寧陝の20県を管轄した。1914年（民国3年）5月23日、漢中道と改称され、観察使も道尹と改められ、管轄県は南鄭、褒城、城固、洋県、西郷、寧羌、沔県、略陽、仏坪、鎮巴、留壩、漢陰、磚坪、安康、平利、洵陽、白河、紫陽、石泉、寧陝、山陽、鎮安、商南、鳳県の24県となった。1926年（民国15年）11月に廃止されている。

## 行政区画
廃止直前の下部行政区画は下記の通り。（50音順）
- 安康県
- 漢陰県
- 山陽県
- 洵陽県
- 紫陽県
- 城固県
- 商南県
- 西郷県
- 石泉県
- 磚坪県
- 鎮安県
- 鎮巴県
- 南鄭県
- 寧羌県
- 寧陝県
- 白河県
- 仏坪県
- 平利県
- 沔県
- 鳳県
- 褒城県
- 洋県
- 略陽県
- 留壩県